# 줄리 핀슨
줄리 핀슨(Julie Pinson, 1967년 11월 7일 ~ )은 미국의 배우, 텔레비전 배우, 영화배우이다.
프리몬트에서 태어났다.

## 영화
- 스타쉽 트루퍼스 (1997년)
- 마이 히어로 (1995년)
- 더 영 앤 더 레스트리스 (1973년)
- 우리 생애 나날들 (1965년)
- 애즈 더 월드 턴즈 (1956년)